# Chezal-Benoît
Chezal-Benoît is een gemeente in het Franse departement Cher (regio Centre-Val de Loire) en telt 977 inwoners (1999). De plaats maakt deel uit van het arrondissement Saint-Amand-Montrond.

## Geografie
De oppervlakte van Chezal-Benoît bedraagt 46,6 km², de bevolkingsdichtheid is 21,0 inwoners per km².
De onderstaande kaart toont de ligging van Chezal-Benoît met de belangrijkste infrastructuur en aangrenzende gemeenten.

## Demografie
Onderstaande figuur toont het verloop van het inwonertal (bron: INSEE-tellingen).